# Teahupo'o

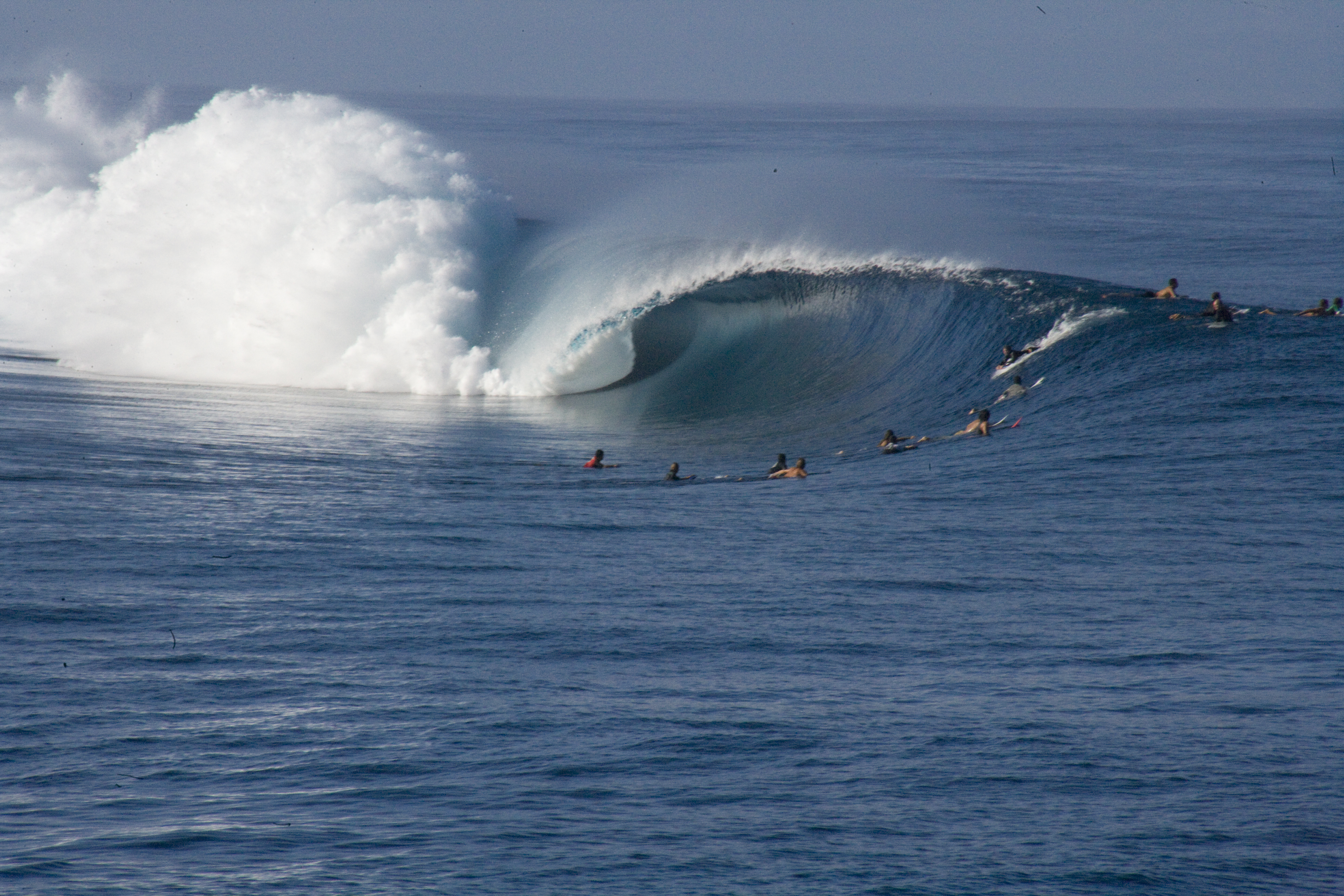
Surfning vid Teahupo'o

Teahupo'o är en ort på den sydöstra kusten på ön Tahiti i Franska Polynesien. Orten har ca 1 500 invånare.

## Surfning
Teahupo'o är känt för sina surfvänliga stränder som beror på att vågor skapas mot det grunda korallrevet i havet. 
Orten blev populär för surfare under 1990-talet och 1997 hölls den första professionella tävlingen här. Årligen arrangeras här tävliningen Tahiti Pro som är en del av World Championship Tour.
Trots att Teahupo'o ligger 15 800 km från huvudorten Paris så arrangerades surftävlingarna vid olympiska sommarspelen 2024 här. Inför spelen protesterade invånare mot byggandet av ett domartorn som man befarade skulle skada korallrevet, vissa skador uppstod också men efter att ha ändrat byggplanerna så byggdes till slut tornet med mindre påverkan på naturen.